# Burgsvik Group
Burgsvik Group Aktiebolag är ett svenskt familjeföretag med ett antal serviceanläggningar (Rasta), restauranger, hotell, fastigheter och pubar runtom i Sverige. Företaget startade i Brålanda år 1973 av Dan Tervaniemi, som tillsammans med sin familj numera också äger och driver företaget.
Burgsvik Group omsatte 2023 cirka 1,93 miljarder kronor.

## Verksamheter
Burgsvik Group har åtta affärsområden: Serviceanläggningar med Rasta Restauranger, Rasta Butiker och Rasta Hotell, Arenarestauranger vid Gamla Ullevi och Ullevi, Kulturrestauranger med Dramatenrastaurangerna, Djurgårdsbron, Trädgår´n, och Rådhuskällaren, Malmö. Gastropubar med The Old Beefeater Inn, The Bull and Bear Inn, The Queen’s Head, The King’s Fox by Bolaget och The Black Lion Inn. Wisby Hotel Group, Live Entertainment, Fastigheter och Boulebar.

### Serviceanläggningar
Rasta finns på 30 orter i Sverige och längs de flesta landsvägarna runtom i landet. Anläggningarna omfattar restauranger, butiker, hotell med kompletterande verksamheter som Burger King, Espresso House, OKQ8, Preem och Seven Eleven. Tönnebro är den nordligaste anläggningen och Rasta Hallandsåsen den sydligaste.

### Arenarestauranger
Arenarestaurangerna innefattar all restaurang-, kiosk- och konferensverksamhet på arenorna Ullevi och Gamla Ullevi i Göteborg. Affärsområdet omfattar fem restauranger och 32 kiosker.

### Kulturrestauranger
I Kulturrestauranger ingår restaurangrörelserna  Kungliga Dramatiska Teaterns restauranger, med bland annat Frippe och Dramatenterrassen, Djurgårdsbron samt Trädgår’n i Göteborg och Rådhuskällaren i Malmö. Sedan 2017 bedrivs även sommarklubben Port Du Soleil på Trädgår´n.

### Live Entertainment
Sedan 2019 finns boknings - och konsertarrangören "A STAR" i företaget, med fokus på live och konsertbokningar i Norden.

### Hotell
Sedan februari 2020 äger bolaget Hotell Erikslund i Ängelholm. Hotell finns på 13 av Rastas anläggningar.

### Boulebar
Under 2021 blev Burgsvik Group huvudägare i Boulebar-koncernen och byggde samtidigt ett nytt Boulebar i Hagaparken i Stockholm. I kedjan finns 13 enheter utplacerade i Stockholm, Göteborg, London, Malmö, Örebro och Köpenhamn.

### Wisby Hotel Group
Sedan mars 2023 är Burgsvik Group huvudägare i Wisby Hotel Group som verkar inom hotell-, restaurang och mötesutveckling.

### Gastropubar
Sedan november 2023 äger Burgsvik Group de tre pubarna The Bull and Bear Inn, The King’s Fox by Bolaget och The Queen’s Head i Stockholm. Sedan maj 2024 ingår även puben The Black Lion Inn i koncernen. Med The Old Beefeater Inn och Fotbollspuben i Göteborg, ingår det totalt sex stycken pubar i koncernen.